# Ivar Kreuger

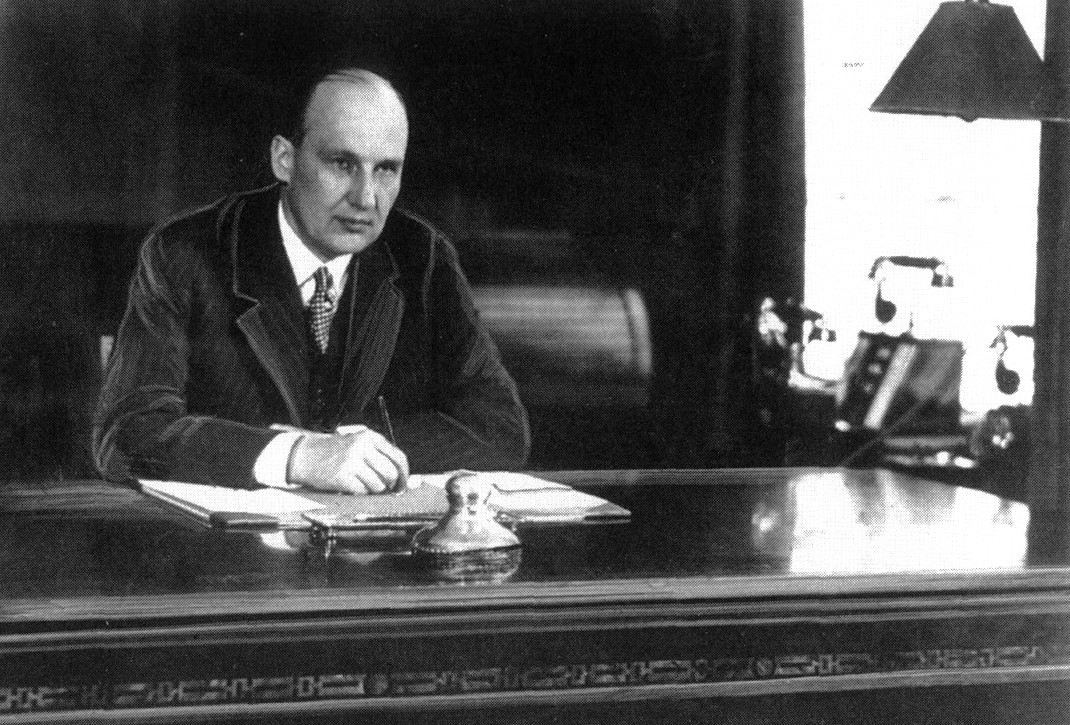
Ivar Kreuger (ca. 1930) an seinem Schreibtisch im Zündholzpalast in Stockholm.

Ivar Kreuger [ˌiːvar ˈkryːgər] (* 2. März 1880 in Kalmar, Schweden; † 12. März 1932 in Paris) war der Gründer der Svenska Tändsticks AB (STAB) (deutsch „Schwedische Zündhölzer AG“) und die zentrale Figur im europäischen Zündwarenmonopol, ein europäischer Tycoon. Im Jahr 1929 gründete er die Firma Svenska Cellulosa Aktiebolaget, die noch heute existiert. Er erschoss sich, als der Konkurs seines Trusts unabwendbar wurde, vermutlich um sich nicht öffentlicher Schmach ausgesetzt zu sehen.

## Leben

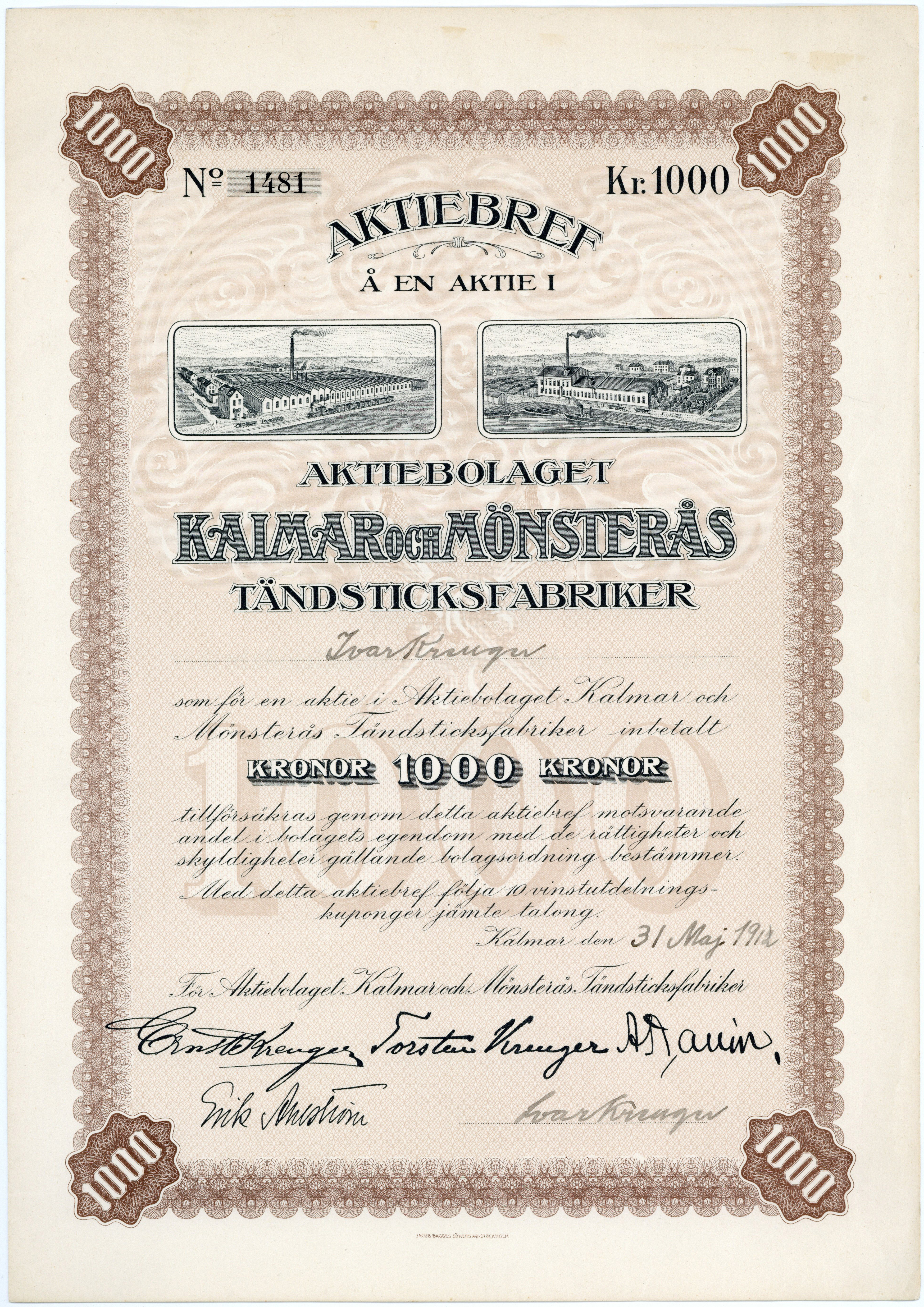
Gründeraktie der Aktiebolaget Kalmar och Mönsteras Tändsticksfabriker über 1000 Kronen, ausgegeben am 31. Mai 1912, von Ivar Kreuger auf sich selbst ausgestellt und im Original als Vorstandsmitglied unterschrieben. 1913 wurde dieses Unternehmen Teil der Aktiebolaget Förenade Tändsticksfabriker mit insgesamt 12 Fabriken und Ivar Kreuger als Geschäftsführer. 1917 aufgegangen in der Svenska Tändsticksaktiebolaget (STAB).

Kreugers Vorfahren waren (mit dem Namen Kröger) in der ersten Hälfte des 18. Jahrhunderts in Schweden eingewandert. Johann Kröger kam 1710 nach Kalmar. Später wurde Kreugers Urgroßvater dort ein erfolgreicher Großhandelskaufmann. Ivar Kreugers Großvater Peter Edward Kreuger stellte bereits Zündhölzer her und erwarb viele schwedische Zündholzfabriken – den Grundstein für das spätere kreugersche Imperium. Ivar Kreugers Vater Ernst Kreuger (1852–1946) kaufte weitere Firmen hinzu.
Ivar Kreuger studierte Ingenieurwissenschaften, bevor er Geschäftsmann wurde. Er machte in seiner Jugend geschäftliche Erfahrungen in den USA, Großbritannien und der Republik Südafrika. Auf dieser Grundlage – und auf der Grundlage des Erbes seines Vaters – schuf er nach dem Ersten Weltkrieg innerhalb weniger Jahre einen weltumspannenden Konzern. Kern des 1913 neu strukturierten Firmenkonglomerats war die Svenska Tändsticks AB (STAB), deren Schwerpunkt auf der Nutzung des schwedischen Holzreichtums und der Produktion von Zündhölzern lag. Sehr erfolgreich expandierte Kreuger auf immer neue nationale Märkte.
Auf diese Weise wuchs die Firma zu einer Holding an, der in den 1930er Jahren rund 150 Tochterfirmen mit 260 Fabriken und 750.000 Mitarbeitern angehörten und die in 33 Ländern den Zündholzmarkt und damit etwa drei Viertel der Weltproduktion kontrollierte. Daneben gehörten Kreuger eine Vielzahl an Berg- und Verhüttungswerken, ein großer Teil der schwedischen Papierindustrie mitsamt den dazugehörigen Wäldern und seit 1930 die Mehrheit an der Telefonfirma Ericsson. Ab 1919 investierte er in die neu gegründete Filmproduktionsgesellschaft Svensk Filmindustri, deren Hauptanteilseigner er wurde, und ließ 1920 mit Filmstaden eine Filmstadt bei Stockholm im Hollywood-Stil errichten.
Als Konzernzentrale wurde 1926/28 Tändstickspalatset (Zündholzpalast oder Streichholzpalast) nach den Plänen des Architekten Ivar Tengbom in der Västra Trädgårdsgatan 15 in Stockholm errichtet. Die Inneneinrichtung wurde in der Stilrichtung des Nordischen Klassizismus von Schwedens ihrerzeit bekanntesten Künstlern und Formgebern gestaltet, unter ihnen Isaac Grünewald, Carl Milles, Carl Malmsten und Simon Gate. Bekannt wurde der heute noch erhaltene, geschwungene Vorstandssaal mit dem ebenso geschwungenen Tisch. Das Unternehmen unterhielt außerdem repräsentative Büros in vielen europäischen Hauptstädten wie Berlin oder Paris.

Der Zündholzpalast
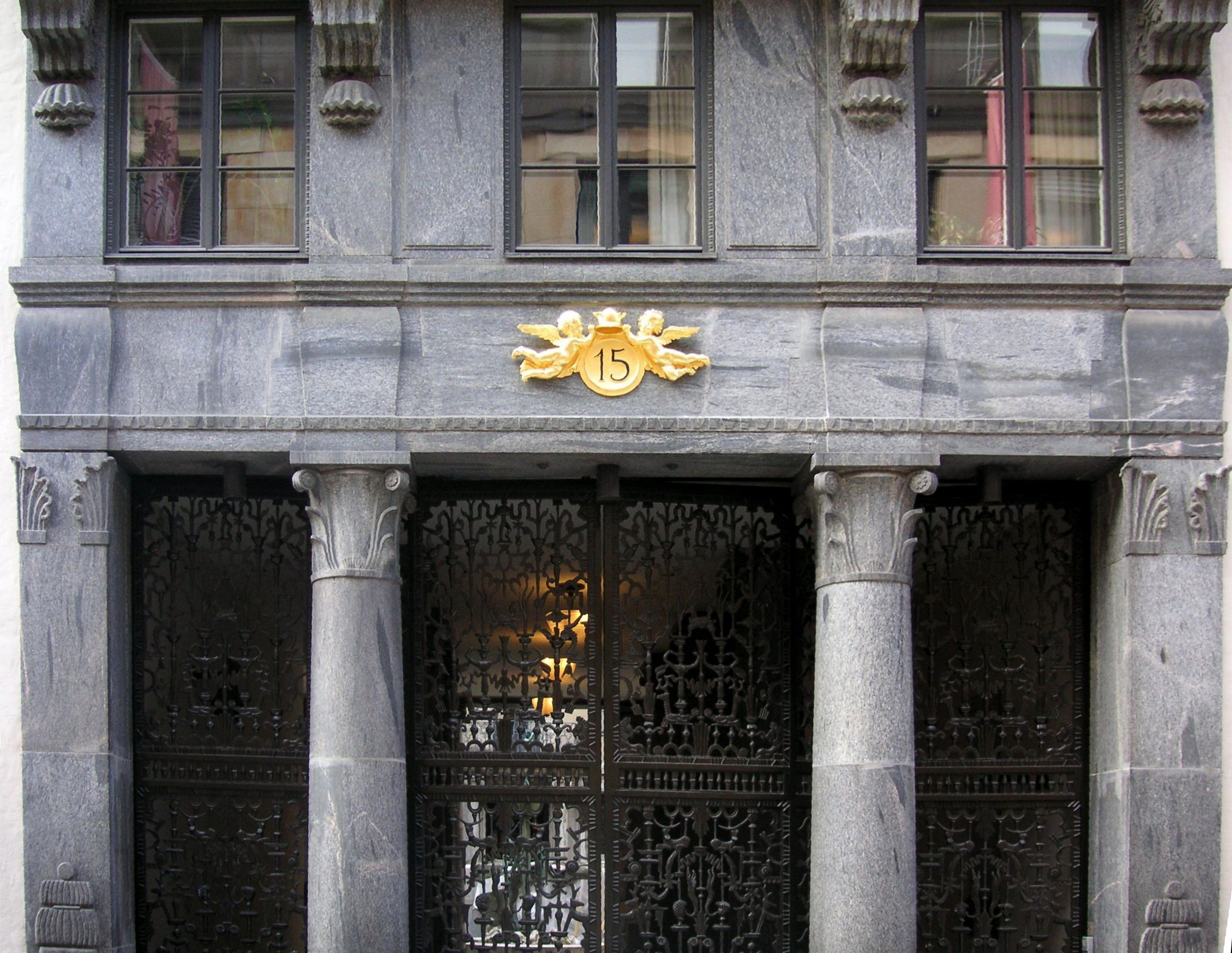
Das Eingangsportal
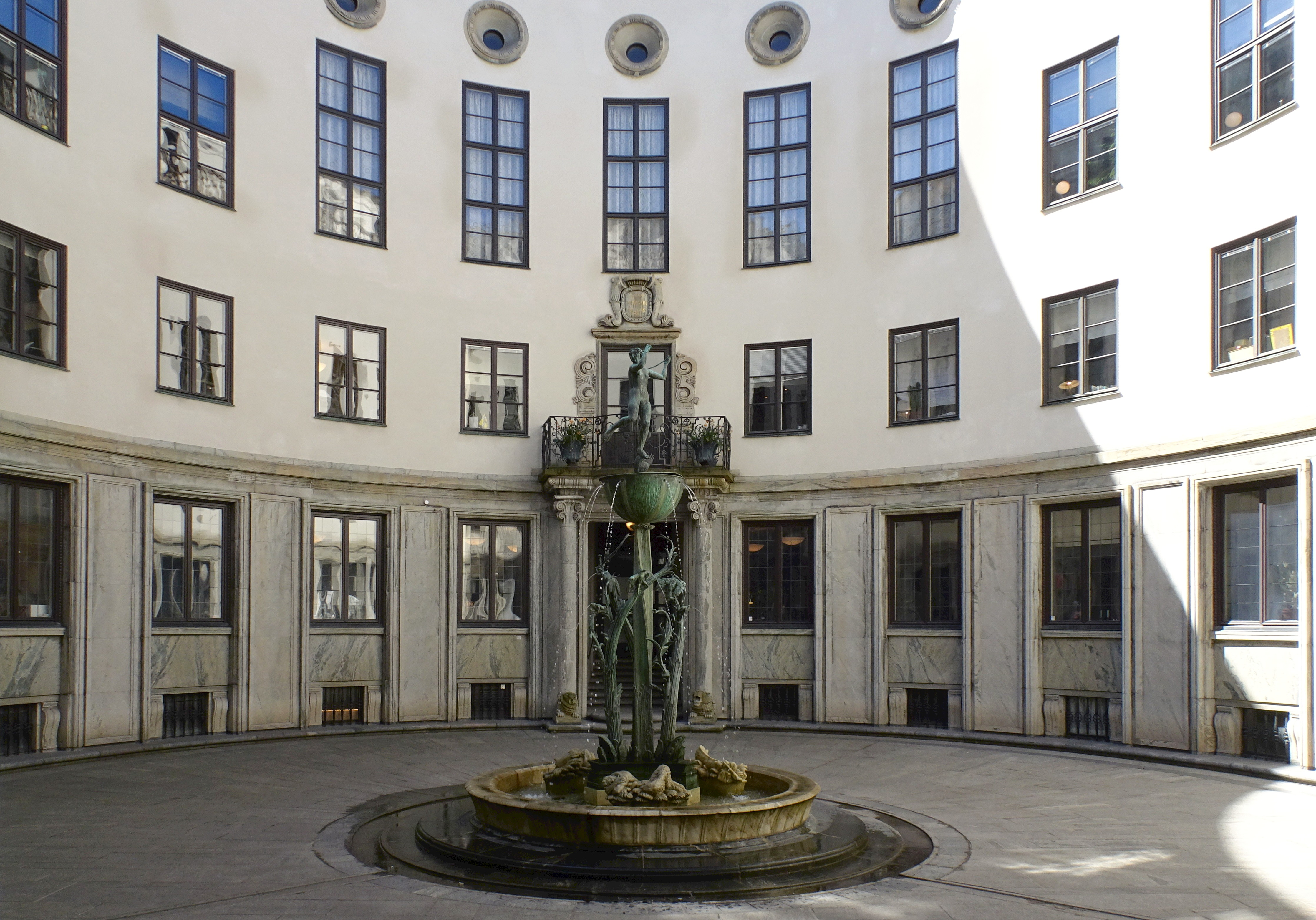
Innenhof mit Milles Diana-Brunnen
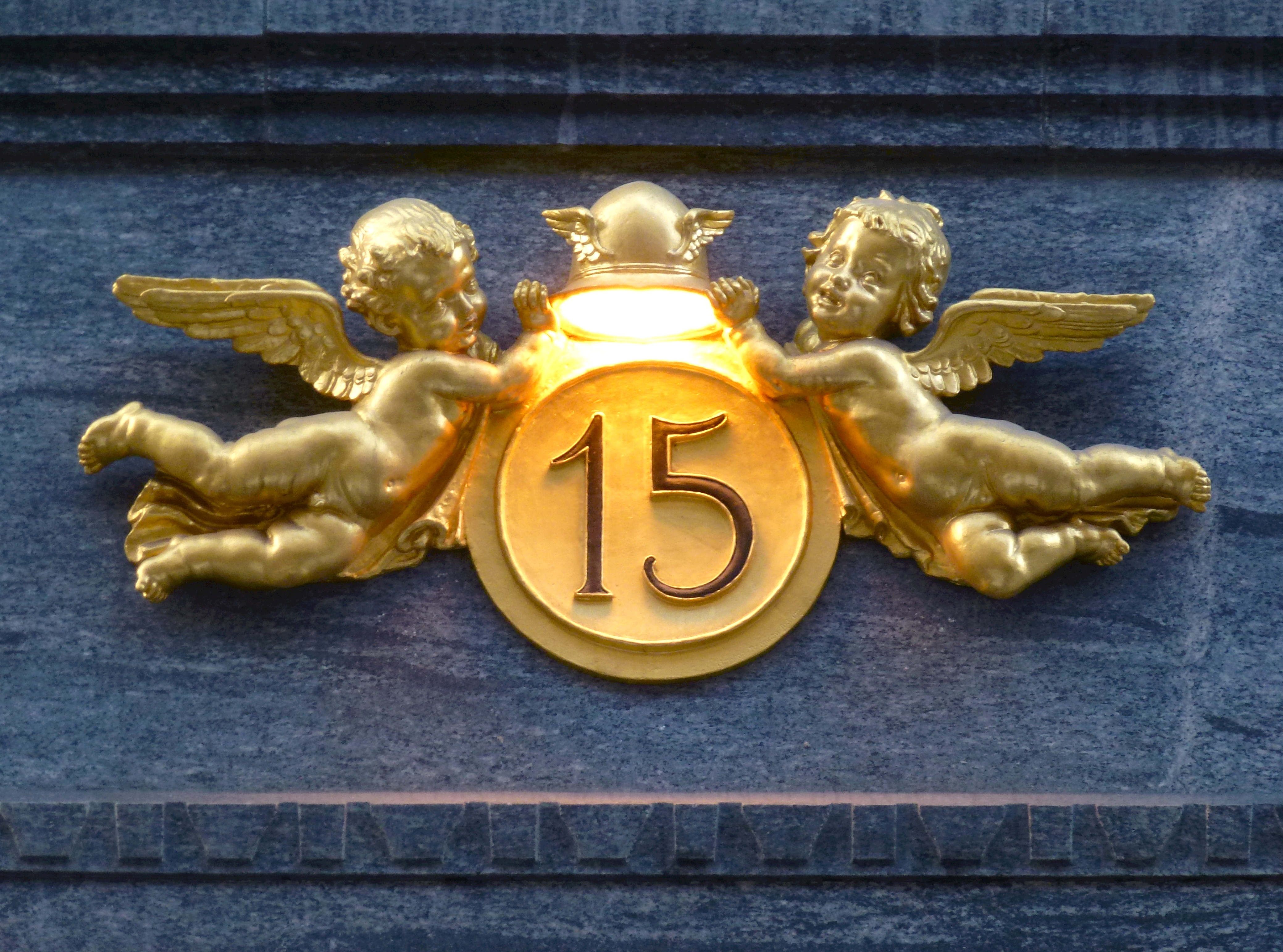
Vergoldete Hausnummer
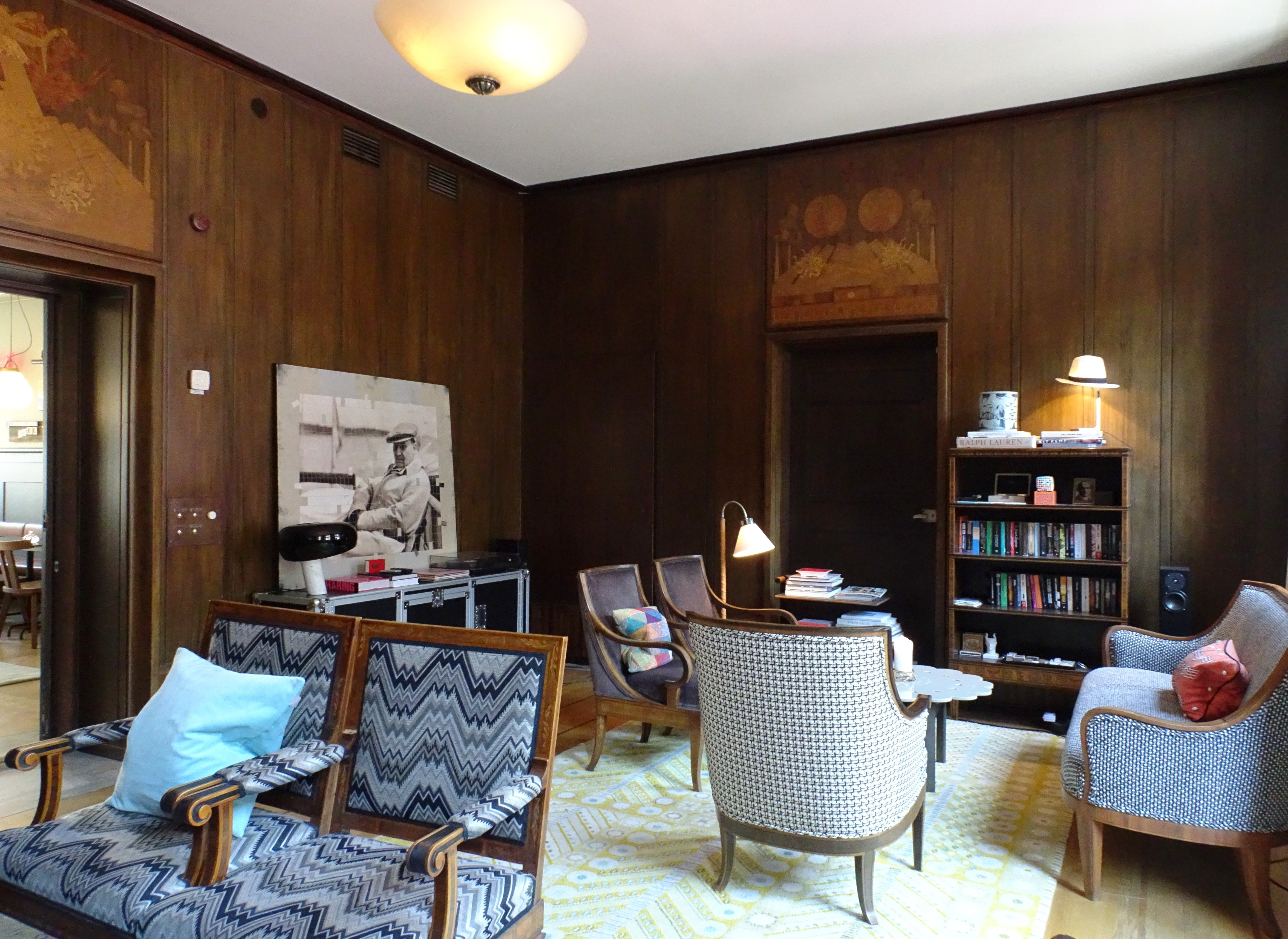
Kreugers Arbeitszimmer
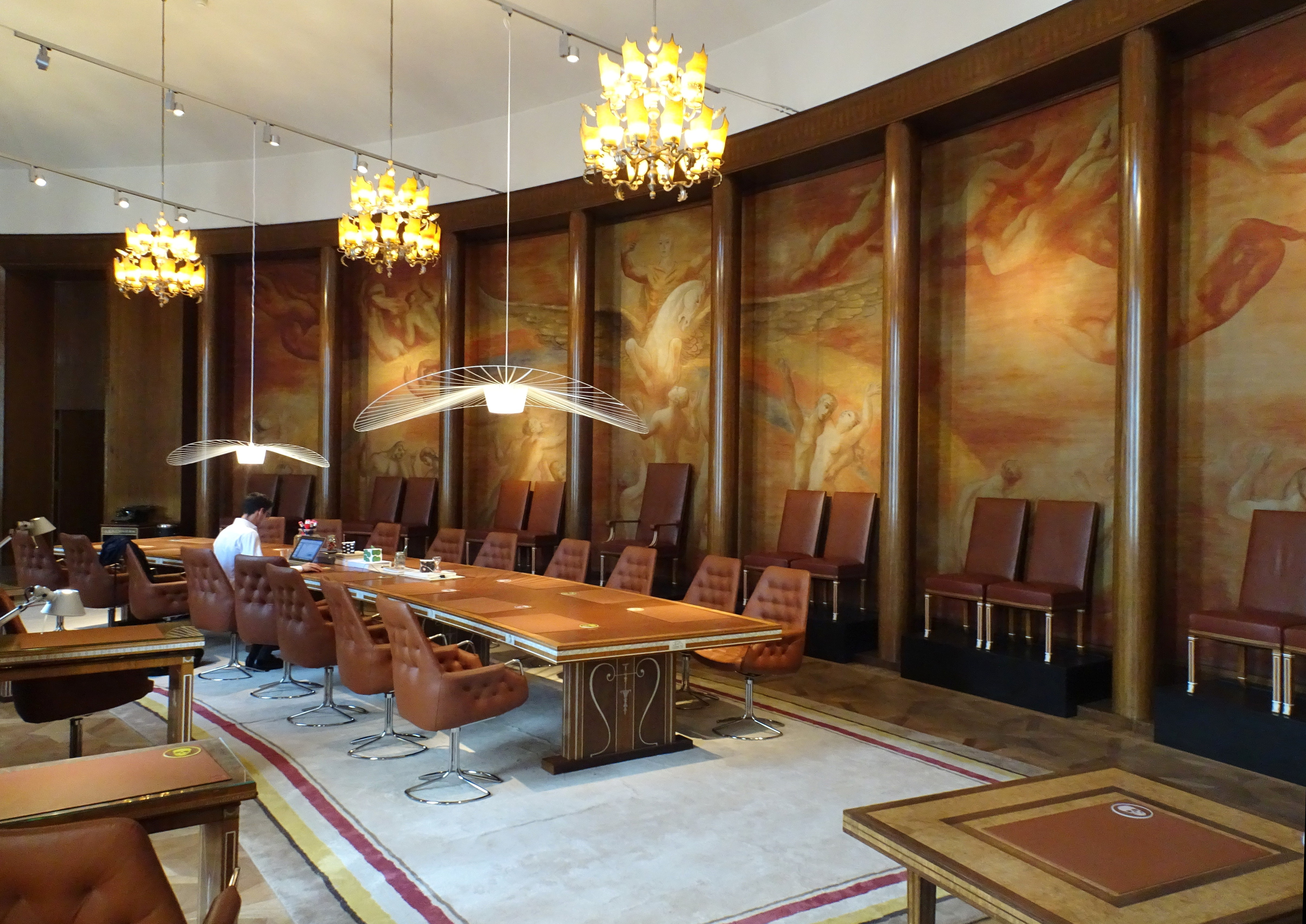
Der Vorstandssaal.

Seine Geschäftsstrategie beruhte auf der Ausbeutung der Zündholzmonopole in verschiedenen Ländern. Er nahm riesige Kredite in Amerika, Holland, Schweiz, England, Frankreich auf, und lieh das Geld finanziell schwachen Ländern in Mitteleuropa (Deutschland, Ungarn, Rumänien, Polen) und einigen südamerikanischen Staaten, wofür ihm das Zündholzmonopol in diesen Ländern zugestanden wurde. Die Idee war nicht neu, die Augsburger Handelsfamilie Fugger hatte sich ihrer bereits im 16. Jahrhundert bedient, indem sie Herrschern Kredite zum Austausch gegen Monopole (z. B. Ausbeutung der Silber- und Kupferminen) gewährten. Kreuger passte sie der damaligen Zeit an, indem er Anleihen (Inhaber-Obligationen) auf sein Unternehmen ausgab. Als Deutschland, Rumänien, Ungarn und andere Staaten die Zahlung der Zinsen und der Amortisierungsbeiträge einstellten, musste er seine Zahlungen an die Gläubigerländer schuldig bleiben. Damit brach sein Streichholzimperium zusammen.
1932 beging Kreuger Suizid in der Avenue Victor-Emanuel in Paris. Die Kreuger & Toll AB musste wenige Wochen später Konkurs anmelden. Laut Frank Partnoy (siehe Literatur) war nicht die Zahlungsunfähigkeit der Geldnehmerländer Ursache für den Zusammenbruch von Kreugers Imperium. Sondern er hatte bereits seit den 1920er Jahren mit Off-shore-Firmen die Verschuldung seiner Unternehmen vor Anlegern verschleiert.
Ivars Bruder Torsten Kreuger vertrat die Ansicht, sein Bruder sei ermordet worden. Indiz: Kreuger hielt die Waffe in der linken Hand, obwohl er Rechtshänder war.
Ein Teil seines früheren Unternehmens existiert seit 1980 als Swedish Match AB, der weltgrößte Streichholzproduzent mit umfangreichen Aktivitäten im Tabakhandel. Das von ihm erlangte Zündwarenmonopol lief in der Bundesrepublik Deutschland erst 1983 aus.

## Trivia
Im Roman Schloss Gripsholm von Kurt Tucholsky wird Kreuger erwähnt.
Im Roman Ein Sohn Englands (1935) von Graham Greene ist die Figur des schwedischen Milliardärs „Erik Krogh“ deutlich an das Vorbild Kreugers angelehnt. Greene hatte zuvor eine Biografie über Kreuger rezensiert.
Peter van Eyck spielte Kreuger in dem 1967 ausgestrahlten deutschen Fernsehfilm Der Fall Ivar Kreuger.